# Стойко Маврудов
Стойко Маврудов е български революционер от първата половина на XIX век.
Той е виден участник в антиосманската въоръжена съпротива на българите тогава, организатор и един от водачите на Въстанието в Тракия 1829 г.
Стойко Маврудов е организаторът и водачът на отряда във въстанието, действал в Созопол, Странджа планина и Тракия, самостоятелно и в помощ на руския флотски отряд, овладял Созопол в Руско-турската война (1828 – 1829), участвал в щурма на турските редути при овладяването на Созопол на 16.II.1829 и в отбраната на града от османското настъпление на 28 март 1829 г.
Части на Созополско-странджанския български въстанически отряд на Стойко Маврудов заедно с други български сили от Странджа на 8 август 1829 г. той печели голямото сражение край Малък Самоков, с което е превзета известната оръжейна фабрика – арсенал в града, укрепена от всички страни с високи зидове с бойни кули, с леки планински оръдия на тях. Хаджи Георги от Малко Търново заедно със странджанската част на Созополския отряд организирали „въстанически отряд от около 1000 души партизани“, пише в руското съобщение. В района, където се съсредоточавали българските въстаници, пристига и полк егери и един хусарски ескадрон. В нощта на 7 срещу 8 август, българските работници от фабриката нападат охраната при южната порта и пускат в „крепостта“ първите стотина четници. Започва ръкопашен бой, след 3-часово кръвопролитно сражение оръжейната фабрика в Малък Самоков е превзета. В плен са взети 40 турски войници и 3 офицери. Целият комплекс от пещи, леярни, работилници, помещения за охраната и т.н. били разрушени и е ликвидирана много важна за противника оръжейна фабрика.